# Val Verde County
Das Val Verde County (dt. grünes Tal) ist ein County im Bundesstaat Texas der Vereinigten Staaten. Das U.S. Census Bureau hat bei der Volkszählung 2020 eine Einwohnerzahl von 47.586 ermittelt. Der Verwaltungssitz (County Seat) ist Del Rio.

## Geographie
Das County liegt etwa 70 km südwestlich des geographischen Zentrums von Texas und grenzt im Süden und Südwesten an die Grenze von Mexiko. Es hat eine Fläche von 8372 Quadratkilometern, wovon 161 Quadratkilometer Wasserfläche sind. Es grenzt im Uhrzeigersinn an folgende Countys: Terrell County, Crockett County, Sutton County, Edwards County, Kinney County und an den Bundesstaat Coahuila in Mexiko.

## Geschichte
Spuren erster menschlicher Besiedlung datieren bis zu 10.000 Jahre in die Vergangenheit und finden sich im Lower Pecos Canyon District nahe Comstock. Val Verde County wurde 1885 auf Beschluss der Texas Legislature („Texanisches Parlament“) aus Teilen des Crockett County, Kinney County und Pecos County gebildet. Benannt wurde es nach der Schlacht von Valverde im amerikanischen Bürgerkrieg.

## Demografische Daten

Alterspyramide des Val Verde County

Nach der Volkszählung im Jahr 2000 lebten im Val Verde County 44.856 Menschen in 14.151 Haushalten und 11.320 Familien. Die Bevölkerungsdichte betrug 5 Einwohner pro Quadratkilometer. Ethnisch betrachtet setzte sich die Bevölkerung zusammen aus 76,36 Prozent Weißen, 1,54 Prozent Afroamerikanern, 0,68 Prozent amerikanischen Ureinwohnern, 0,55 Prozent Asiaten, 0,05 Prozent Bewohnern aus dem pazifischen Inselraum und 18,22 Prozent aus anderen ethnischen Gruppen; 2,60 Prozent stammten von zwei oder mehr Ethnien ab. 75,46 Prozent der Einwohner waren spanischer oder lateinamerikanischer Abstammung.
Von den 14.151 Haushalten hatten 42,9 Prozent Kinder oder Jugendliche, die mit ihnen zusammen lebten. 62,5 Prozent waren verheiratete, zusammenlebende Paare 13,9 Prozent waren allein erziehende Mütter und 20,0 Prozent waren keine Familien. 17,5 Prozent waren Singlehaushalte und in 7,5 Prozent lebten Menschen im Alter von 65 Jahren oder darüber. Die durchschnittliche Haushaltsgröße betrug 3,11 und die durchschnittliche Familiengröße betrug 3,55 Personen.
32,1 Prozent der Bevölkerung war unter 18 Jahre alt, 9,4 Prozent zwischen 18 und 24, 27,9 Prozent zwischen 25 und 44, 19,6 Prozent zwischen 45 und 64 und 11,0 Prozent waren 65 Jahre alt oder älter. Das Durchschnittsalter betrug 31 Jahre. Auf 100 weibliche Personen kamen 97 männliche Personen und auf 100 Frauen im Alter von 18 Jahren oder darüber kamen 93,2 Männer.
Das jährliche Durchschnittseinkommen eines Haushalts betrug 28.376 USD, das Durchschnittseinkommen einer Familie betrug 31.434 USD. Männer hatten ein Durchschnittseinkommen von 26.485 USD, Frauen 18.039 USD. Das Prokopfeinkommen betrug 12.096 USD. 22,1 Prozent der Familien und 26,1 Prozent der Einwohner lebten unterhalb der Armutsgrenze.

## Kultur und Sehenswürdigkeiten

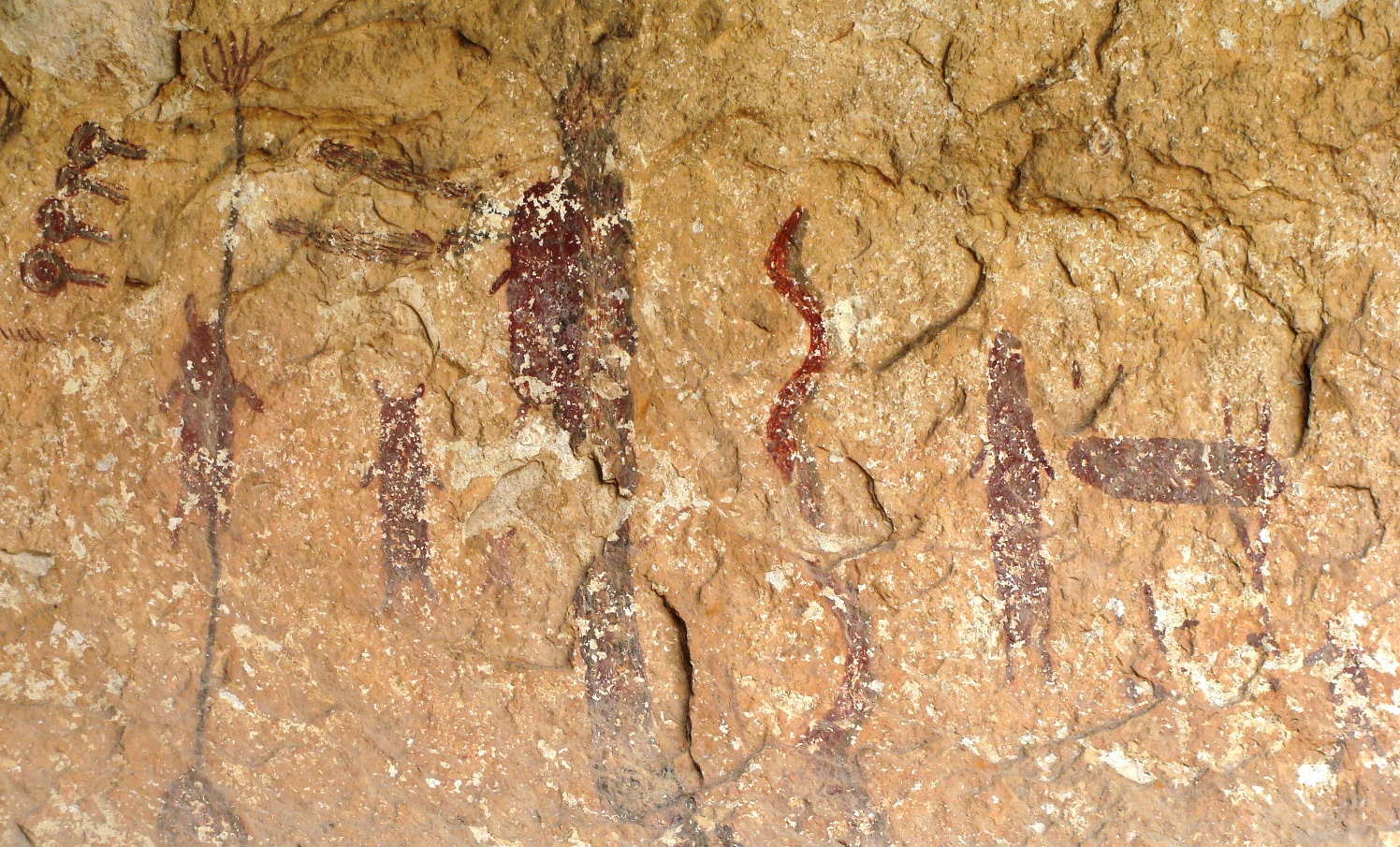
Petroglyphe im Lower Pecos Canyonlands Archeological District

Im County sind insgesamt elf Bauwerke, Bezirke und Stätten im National Register of Historic Places („Nationales Verzeichnis historischer Orte“; NRHP) eingetragen (Stand 24. November 2021). Sechs von diesen sind Historic Districts („historischer Bezirk“). Der Lower Pecos Canyonlands Archeological District erhielt im Januar 2021 den Status eines National Historic Landmarks („Nationales historisches Wahrzeichen“) zuerkannt.

## Städte und Gemeinden
- Comstock
- Del Rio
- Langtry